# Klymentyna Popovych-Boiarska
Klymentyna Karlivna Popovych-Boiarska (en ucraniano: Климентина Карлівна Попович-Боярська; Veldizh, 3 de febrero de 1863 - Babyntsi, 7 de mayo de 1945) fue una escritora, poeta y maestra de escuela primaria ucraniana nacida en Galitzia. Participó activamente en el movimiento de mujeres ucranianas y escribió junto a Iván Frankó y Nataliya Kobrynska.

## Biografía
Nació en 1863 en Veldizh, un pueblo de Galitzia (conocido como Shevchenkove, en el Raión de Kalush de la actual Ucrania). Creció aprendiendo a hablar alemán y polaco, algo habitual para el patriotismo austríaco-polaco en ese momento. Asistió a una escuela secundaria en Leópolis y descubrió su amor por la escritura en ucraniano mientras estudiaba en la ciudad.
Ella escribió primero y luego estudió con Iván Frankó. Forjaron una amistad y él fue editor de algunos de sus escritos. En 1884, los primeros poemas de Popovych, editados por Franko, se publicaron en Zorya (ucraniano: Зоря).
Popovych escribió sobre la mujer y la intelectualidad de Galitzia, y estas obras comenzaron a publicarse en la década de 1880. Al igual que su padre, Popovych también fue maestra, y desde la década de 1890 hasta la de 1900 enseñó en Bucovina.
Más tarde se comprometió con Iván Frankó. Él escribió un poema sobre el tema del amor titulado "KP" en honor a Popovych, y ella le escribió un poema titulado "Érase una vez" que se incluyó en una colección de literatura escrita para Franko. Fue una de las amantes de Franko, en un grupo de tres mujeres.
Finalmente, se casó con el sacerdote Omelyan Boyarsky. Vivieron en una parroquia junto con cuatro criaturas en Novosilka-Kostyukova (actual Novosilka). Su esposo tenía celos de su relación con Franko, se burló de ella y comenzó a engañarla con una amante.
Tras su matrimonio, se retiró a regañadientes de su trabajo literario y se centró en cuidar a su familia. Aunque era escritora, su esposo le prohibió involucrarse en el mundo cultural y literario. No estaba de acuerdo con que las mujeres trabajaran como escritoras y, posteriormente, quemó sus cuadernos de poesía. A pesar de esto, Popovych siguió intentando escribir.
Tras la muerte de su esposo en 1944 por un disparo del Ejército Rojo en la puerta de su iglesia, Popovych se mudó al pueblo de Babyntsi en la región de Ternopil. Allí murió el 7 de mayo de 1945.

## Obra
Sus escritos, poemas y cuentos, aparecieron en antologías, publicaciones periódicas para mujeres y revistas, incluida Zorya (ucraniano: Зоря ), Dilo, y la Literary and Scientific Journal. En 1990, Petro Babiak compiló una colección de sus obras y las publicó en Leópolis.
Aparte de la cultura y las mujeres de Galitzia, escribió anécdotas sobre su gente conocida, como Iván Frankó y Nataliya Kobrynska. Formó parte del movimiento de mujeres ucranianas con Kobrynska, y contribuyó escribiendo para Pershyi Vinok, almanaque de Kobrynska y colección de escritos de mujeres ucranianas. En Pershyi Vinok publicó los poemas "Historia ordinaria" (ucraniano: Звичайна історія ) y "¿Dónde está mi Dios?" (Ucraniano: Де Бог мій? ).
Popovych también contribuyó al almanaque Musa ucraniana (ucraniano: Українська муза ) y la antología Acordes (Ucraniano: Акорди ). Escribió también un estudio etnográfico del bordado ucraniano.

## Legado
En 1952, el académico M. Wozniak publicó 28 cartas enviadas entre Iván Frankó y Popovych en una colección de materiales relacionados con Franko. Los poemas de Popovych también se incluyeron en una antología de poetas ucranianas de 1968.
En el año 1988 se descubrió una placa conmemorativa en la casa donde vivió Popovych en Babyntsi.